# シャムスッディーン・アフマド・シャー
シャムスッディーン・アフマド・シャー（Shamsuddin Ahmad Shah, 生年不詳 - 1436年）は、東インドのベンガル・スルターン朝、ラージャ・ガネーシャ朝の君主（在位：1433年 - 1436年）。

## 生涯
1433年、父ジャラールッディーン・ムハンマド・シャーの死後、王位を継承した。その際、彼はまだ14歳だったという。
アフマド・シャーの治世は短かったが、フィリシュタの記録によると、彼は父王のリベラルな政策を踏襲し、正義感の強さと慈悲の深さで知られていた。また、隣国ジャウンプル・スルターン朝に侵入もあったが、それも防いだ。
1436年、アフマド・シャーは家臣のサーディー・ハーンとナーシル・ハーンによって殺害された。ここにラージャ・ガネーシャ朝は滅んだ。
その後、サーディー・ハーンとナーシル・ハーンはともに倒され、1437年に有力者らはイリヤース・シャーヒー朝の末裔たるナーシルッディーン・マフムード・シャーを即位させた。